# نظر مشورتی درباره اعلامیه استقلال کوزوو
مطابقت اعلامیهٔ یکجانبهٔ استقلال کوزوو با حقوق بین‌الملل، درخواست نظر مشورتی از دیوان بین‌المللی دادگستری بود که از سوی مجمع عمومی سازمان ملل متحد و پیرو صدور اعلامیهٔ استقلال کوزوو در سال ۲۰۰۸ مطرح شد. سرزمین کوزوو سال‌ها موضوع اختلاف بین صربستان و جمهوری کوزوو بوده‌است. این نخستین بار بود که موضوع اعلان استقلال یکجانبه، در دیوان بین‌المللی دادگستری طرح می‌شد.
دیوان نظر مشورتی خود را در ۲۲ ژوئیه ۲۰۱۰ و با اکثریت ۱۰ به ۴ صادر کرد. دیوان در نظر خود اعلام کرد که تصویب اعلامیهٔ استقلال مورخ ۱۷ فوریهٔ ۲۰۰۸، ناقض حقوق بین‌الملل عمومی نیست زیرا در حقوق بین‌الملل ممنوعیتی برای صدور اعلامیهٔ استقلال وجود ندارد. دیوان همچنین اعلام کرد که تصویب این اعلامیه، ناقض قطعنامهٔ ۱۲۴۴ شورای امنیت سازمان ملل و چارچوب اساسی (The Constitutional Framework) که توسط نمایندهٔ دبیرکل سازمان ملل متحد از طرف مأموریت مدیریت موقت سازمان ملل متحد در کوزوو تعیین شده، نیست.

## پیشینه

### خودمختاری کوزوو و درگیری با صربستان
کوزوو منطقه‌ای در جنوب صربستان است که با کشورهای آلبانی، مقدونیه و مونته‌نگرو مرز مشترک دارد. اکثریت مردم این منطقه آلبانیایی‌تبار و مسلمان هستند. در دههٔ ۱۹۵۰، به سرزمین‌های کوزوو و وویوودینا در چارچوب جمهوری صربستان، خودمختاری اعطا شد و نفوذ و اعتبار پیشین صرب‌ها در ساختار قدرت کشور کاهش یافت. افزایش جمعیت آلبانیایی‌تبارهای کوزوو، موجب نگرانی صرب‌ها از گسترش نفوذ و تسلط آلبانیایی‌تبارها در این ناحیهٔ تاریخی شده بود. رهبران آلبانیایی‌تبار کوزوو هم وضعیت موجود را مطلوب ندانسته و خواهان ارتقای وضعیت اداری و سیاسی کوزوو به سطح یک جمهوری مستقل مانند شش جمهوری دیگر جمهوری فدرال یوگسلاوی بودند.
مرگ یوسیپ بروز تیتو برای ملی‌گرایان صرب فرصتی طلایی پدیدآورد تا خودمختاری کوزوو را محدود سازند. اسلوبودان میلوشویچ (رهبر ملی‌گرایان افراطی صرب) به بهانهٔ آزار و اذیت صرب‌ها در کوزوو و تلاش رهبران آلبانیایی‌تبار برای تجزیهٔ کوزوو از صربستان، اختیارات حکومت محلی کوزوو را بسیار محدود کرد تا جایی که در ژوئیهٔ ۱۹۹۰ پارلمان کوزوو منحل شد و در نهایت به موجب قانون اساسی جدید صربستان، خودمختاری کوزوو از بین رفت. در واکنش به اقدامات دولت مرکزی صربستان و پیرو صدور بیانیهٔ استقلال از سوی اسلوونی و کرواسی در ژوئن ۱۹۹۱ و هجوم ارتش صرب به این جمهوری‌ها، پارلمان در تبعید کوزوو اعلام کرد که کوزوو به یک جمهوری مستقل تبدیل شده و این پارلمان در تبعید، انجام یک همه‌پرسی را در این خصوص تصویب کردند. ۸۷ درصد مردم کوزوو در همه‌پرسی سپتامبر ۱۹۹۱ شرکت کردند و ۹۱ درصد رای‌دهندگان، از استقلال کوزوو حمایت کردند. در طرف مقابل، میلووشویچ در دسامبر ۱۹۹۲ به ریاست‌جمهوری صربستان رسید و فشار علیه آلبانیایی‌تبارها فزونی گرفت. وقوع درگیری در بوسنی و هرزگوین و دخالت ارتش صرب در آنجا باعث شد که اعمال فشار صرب‌ها بر آلبانیایی‌تبارها مدتی کاهش یابد  اما پس از انعقاد موافقت‌نامه صلح دیتون و خاتمهٔ درگیری‌ها در بوسنی، بار دیگر توجه صرب‌ها به کوزوو معطوف شد و ملی‌گرایان صرب با توجه به شکست در حفظ یوگسلاوی و ناکامی در جلوگیری از استقلال جمهوری‌های تشکیل‌دهندهٔ کشور، بیش از گذشته مصمم به حفظ کوزوو شدند.
این موضوع باعث شد که میان ارتش صرب و ارتش آزادی‌بخش کوزوو در سال ۱۹۹۶ جنگ خونینی رخ بدهد که در زمستان ۱۹۹۸ منجر به آوارگی بیش از ۳۰۰ هزار نفر شد. این جنگ باعث شد که مردم کوزوو علاوه بر تلفات جانی با کمبود مواد اولیه از جمله غذا نیز روبه‌رو شوند و بحران انسانی پدیدار گردد.

### مداخلهٔ ناتو
در این شرایط، کشورهای غربی و به ویژه ناتو، تحت فشار افکار عمومی و پس از ناکامی در کسب مجوز شورای امنیت سازمان ملل متحد، در روز ۲۴ مارس ۱۹۹۹ وارد جنگ شدند که تا روز ۱۰ ژوئن همان سال به مدت ۷۷ روز به طول انجامید. پایان مداخلهٔ ناتو در این منطقه، همزمان با صدور قطعنامهٔ ۱۲۴۴ شورای امنیت بود که بر اساس آن، ادارهٔ کوزوو از سوی شورای امنیت به «هیئت مأموریت سازمان ملل برای ادارهٔ موقت کوزوو» واگذار می‌شد. در مقدمهٔ این قطعنامه «تعهد تمام دولت‌های عضو سازمان به رعایت احترام به حاکمیت و تمامیت ارضی جمهوری فدرال یوگسلاوی و دیگر کشورهای منطقه آن‌گونه که در بیانیهٔ نهایی کنفراس هلسینکی و ضمیمهٔ دوم قطعنامهٔ اخیر ذکر شده مورد تأیید مجدد قرار می‌گیرد». علاوه بر آن «قطعنامه‌های پیشین شورا درخصوص لزوم رعایت خودمختاری قابل توجه و حق تعیین سرنوشت معنادار برای کوزوو را یادآور می‌گردد».
اما روابط خونین صرب‌ها و آلبانیایی‌تبارها در گذشته نشان می‌داد که هم‌زیستی مشترک آنان در یک کشور واحد به آسانی امکان‌پذیر نخواهد بود و لازم است در وضعیت حقوقی کوزوو تغییری ایجاد شود. بر این اساس، از فوریهٔ ۲۰۰۶ مذاکرات بین‌المللی برای تعیین وضعیت نهایی کوزوو به سرپرستی مارتی آهتیساری (رئیس‌جمهور سابق فنلاند و نمایندهٔ ویژهٔ دبیرکل سازمان ملل متحد) آغاز شد. این مذاکرات عمدتاً مبتنی بر ایجاد حکومتی غیرمتمرکز در کوزوو و لزوم رعایت حقوق اقلیت‌های ساکن کوزوو به ویژه صرب‌ها بود. آهتیساری در ۲ فوریه ۲۰۰۷ گزارش خود را منتشر کرد. گزارش وی دربردارندهٔ اعطای امتیازهایی به اقلیت صرب بود. همچنین در گزارش اگرچه از عنوان استقلال استفاده نشد، اما آثار آن به صورت ضمنی از متن گزارش قابل استنباط بود؛ چنان‌که به کوزوو حق درخواست عضویت در سازمان‌های بین‌المللی، ایجاد نیروی امنیتی و تصویب نشان‌های ملی را اعطا می‌کرد. با توجه به آنکه آلبانیایی‌تبارها همچنان خواهان استقلال بوده و صرب‌ها بر حفظ و تدوام حاکمیت خود بر کوزوو تأکید می‌کردند لذا مذاکرات تعیین وضعیت به بن‌بست رسید و آهتیساری اعلام کرد که گزارش خود را به همراه پیشنهادهایش به شورای امنیت تسلیم خواهد کرد.
در اوایل ماه مه ۲۰۰۷، اعضای اروپایی شورای امنیت (غیر از روسیه)، آلمان و ایالات متحده، متن پیش‌نویس قطعنامه‌ای را به شورای امنیت تسلیم کردند که جایگزین قطعنامهٔ ۱۲۴۴ می‌شد و پیشنهادهای آهتیساری را تأیید می‌کرد و به وظایف «هیئت مأموریت ملل متحد برای ادارهٔ کوزوو» پس از طی یک دورهٔ انتقالی ۱۲۰روزه خاتمه می‌داد؛ اما از آنجا که این گزارش با مخالفت بلگراد روبه‌رو شد، رئیس‌جمهور روسیه اعلام کرد که از صدور هرگونه قطعنامه در شورای امنیت که مورد موافقت هر دو طرف بحران، یعنی صربستان و کوزوو، نباشد جلوگیری و آن را وتو می‌کند. بر این اساس، هرچند دیگر دولت‌های دائم عضو شورای امنیت، چهار بار قطعنامه را جهت رفع نگرانی روسیه و درج ملاحظات این کشور اصلاح کردند، اما روسیه همچنان به تصویب آن رضایت نداد.
در نهایت پس از هشت سال بلاتکلیفی و دو سال گفتگوی بی‌نتیجه، مجلس کوزوو در ۱۷ فوریه ۲۰۰۸ اعلامیهٔ استقلال کوزوو را به تصویب رساند. صدور این بیانیه با اعلام مخالفت بلگراد و مسکو مواجه شد اما دولت‌های دیگر به‌ویژه کشورهای غربی اقدام به شناسایی کوزوو کردند چنان‌که تا تاریخ ۲۰ آوریل ۲۰۱۰، تعداد دولت‌های شناسایی‌کننده کوزوو به ۶۶ کشور رسید.
پس از صدور این اعلامیه، صربستان برای کسب تأیید و حمایت بین‌المللی برای موضع خود مبنی بر اینکه اعلامیهٔ استقلال کوزوو غیرقانونی است، تصمیم گرفت به دیوان بین‌المللی دادگستری رجوع کند. در سپتامبر ۲۰۱۲، نظارت بین‌المللی بر کوزوو پایان یافت و کوزوو مسئول حکمرانی بر سرزمین خود شد.

## درخواست نظر مشورتی از دیوان بین‌المللی دادگستری
در ۲۶ مارس ۲۰۰۸، دولت صربستان از قصد خود برای نظرخواهی از دیوان بین‌المللی دادگستری درخصوص اعلامیهٔ استقلال کوزوو خبر داد. صربستان قصد داشت از دیوان بخواهد که اعلام شود آیا این اعلامیه، مصداق نقض حقوق بین‌الملل است یا خیر. در جلسهٔ مجمع عمومی سازمان ملل که در سپتامبر ۲۰۰۸ در نیویورک برگزار شد، صربستان کوشید حمایت بین‌المللی را به نفع موضع خود جلب کند. در ۱۵ اوت ۲۰۰۸، ووک یرمیچ (وزیر امور خارجهٔ صربستان) رسماً از سازمان ملل تقاضا کرد که نظر دیوان بین‌المللی دادگستری را در این خصوص خواستار شود.
در پیش‌نویس مصوبهٔ مجمع عمومی ملل متحد در این خصوص، با استناد به مادهٔ ۹۶ منشور ملل متحد و مادهٔ ۶۵ اساسنامهٔ دیوان بین‌المللی دادگستری، از دیوان خواسته شده بود که نظر مشورتی خود دربارهٔ این سؤال را صادر کند: «آیا اعلامیهٔ یکجانبهٔ استقلال از سوی نهادهای موقت دولت خودگردان کوزوو، با حقوق بین‌الملل مطابقت دارد؟»
در ۳۰ سپتامبر ۲۰۰۸، در یک رای‌گیری آزمایشی، ابتکار عمل صربستان مورد حمایت ۱۲۰ کشور عضو سازمان ملل قرار گرفت. در رای‌گیری واقعی در ۸ اکتبر ۲۰۰۸، این مصوبه با ۷۷ رای مثبت، ۶ رای منفی و ۷۴ رای ممتنع، در قالب قطعنامهٔ ۶۳/۳ به تصویب رسید.
۷۷ کشوری که به این مصوبه رای مثبت دادند عبارت بودند از: الجزایر، آنگولا، آنتیگوا و باربودا، آرژانتین، آذربایجان، بلاروس، بولیوی، بوتسوانا، برزیل، برونئی، کامبوج، شیلی، چین، کاستاریکا، کوبا، قبرس، جمهوری دموکراتیک کنگو، جیبوتی، دومینیکا، جمهوری دومینیکن، تیمور شرقی، مصر، السالوادور، گینهٔ استوایی، اریتره، فیجی، یونان، گواتمالا، گینه، گویان، هندوراس، ایسلند، هند، اندونزی، ایران، جامائیکا، قزاقستان، کنیا، قرقیزستان، لسوتو، لیختن‌اشتاین، ماداگاسکار، موریس، مکزیک، مونته‌نگرو، میانمار، نامیبیا، نیکاراگوئه، نیجر، نیجریه، کرهٔ شمالی، نروژ، پاناما، پاپوآ گینهٔ نو، پاراگوئه، فیلیپین، جمهوری کنگو، رومانی، روسیه، سنت‌وینسنت و گرنادین‌ها، صربستان، سنگاپور، اسلواکی، جزایر سلیمان، آفریقای جنوبی، اسپانیا، سریلانکا، سودان، سورینام، سوازیلند، سوریه، تانزانیا، اروگوئه، ازبکستان، ویتنام، زامبیا و زیمبابوه.

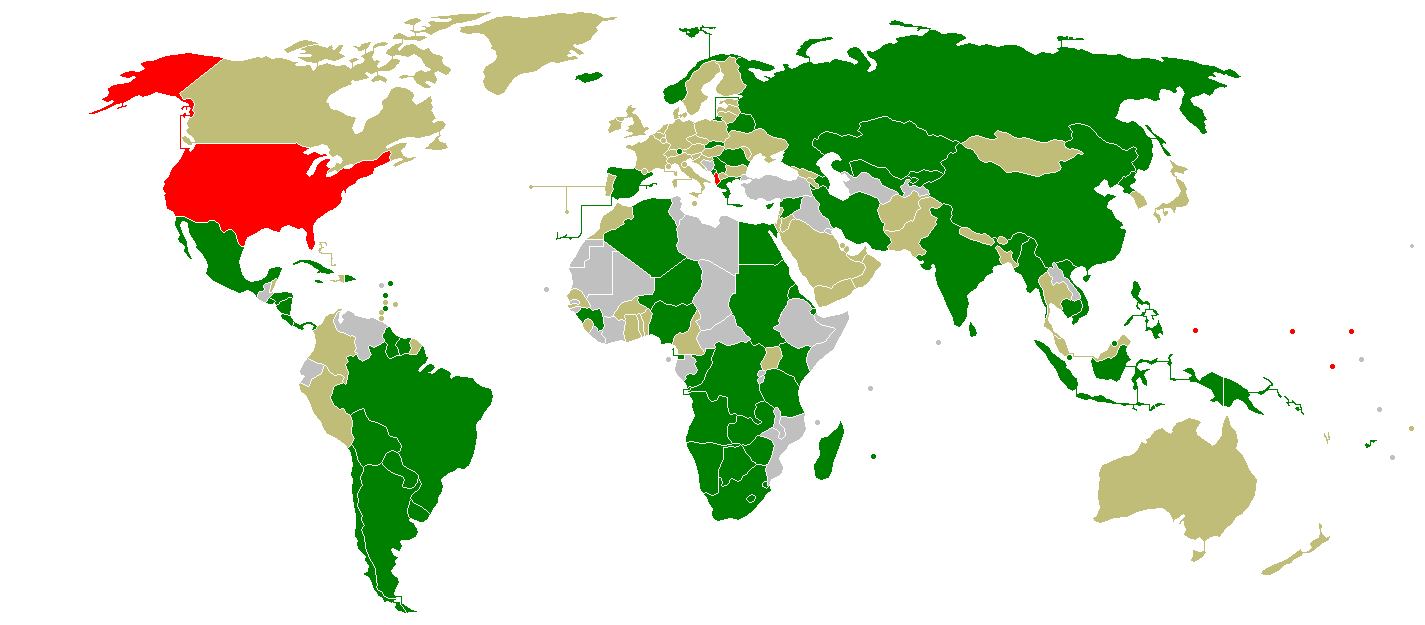
نقشهٔ رأی‌گیری دربارهٔ قطعنامهٔ A/63/L.2 در مجمع عمومی سازمان ملل متحد در اکتبر ۲۰۰۸.
کشورهایی که رأی مثبت دادند.
کشورهایی که رأی منفی دادند.
کشورهایی که رأی ممتنع دادند.
کشورهایی که در رأی‌گیری غایب بودند.

۶ کشوری که با این مصوبه مخالفت کردند عبارت بودند از آلبانی، ایالات فدرال میکرونزی، جزایر مارشال، نائورو، پالائو و ایالات متحدهٔ آمریکا.
۷۴ کشوری که از رای ممتنع دادند عبارت بودند از افغانستان، آندورا، ارمنستان، استرالیا، اتریش، باهاما، بحرین، بنگلادش، باربادوس، بلژیک، بلیز، بنین، بوتان، بلغارستان، بورکینافاسو، کامرون، کانادا، کلمبیا، کرواسی، جمهوری چک. دانمارک، استونی، فنلاند، فرانسه، گرجستان، آلمان، غنا، گرانادا، هائیتی، مجارستان، ایرلند، اسرائیل، ایتالیا، ژاپن، اردن، لتونی، لبنان، لیتوانی، لوکزامبورگ، مقدونیه، مالزی، مالت، مولداوی، موناکو، مغولستان، مراکش، نپال، هلند، نیوزیلند، عمان، پاکستان، پرو، لهستان، پرتغال، قطر، سنت‌لوسیا، ساموآ، سن‌مارینو، عربستان سعودی، سنگال، سیرالئون، اسلوونی، کرهٔ جنوبی، سوئد، سوئیس، تایلند، توگو، ترینیداد و توباگو، اوگاندا، اوکراین، امارات متحدهٔ عربی، بریتانیا، وانواتو و یمن.
کشورهای زیر در رای‌گیری غایب بودند: بوسنی و هرزگوین، بوروندی، کیپ‌ورد، چاد، ساحل عاج، اکوادور، اتیوپی، گابن، گامبیا، عراق، کیریباتی، کویت، لائوس، لیبی، مالاوی، مالدیو، مالی، موریتانی، موزامبیک، رواندا، سنت کیتس و نویس، سیشل، تونگا، تونس، ترکیه، ترکمنستان، تووالو و ونزوئلا.
کشورهای زیر به دلیل عدم پرداخت حق عضویت سازمان ملل، اجازهٔ رای دادن نداشتند: جمهوری آفریقای مرکزی، کومور، گینهٔ بیسائو، لیبریا، سائوتومه و پرنسیپ، سومالی و تاجیکستان.

### ارائه اسناد توسط سازمان ملل متحد
در ۹ اکتبر ۲۰۰۸، دبیرخانهٔ سازمان ملل متحد به دیوان بین‌المللی دادگستری اطلاع داد که آماده‌سازی پروندهٔ اسناد مربوط به این سؤال حقوقی را آغاز کرده‌است.
علاوه بر نکات مقدماتی، این پرونده حاوی نسخه‌ای از قطعنامهٔ ۱۲۴۴ شورای امنیت سازمان ملل متحد (مورخ ۱۹۹۹)، مذاکرات شورای امنیت، گزارش‌های رسمی از فعالیت‌های نمایندگی سازمان ملل در کوزوو (UNMIK)، گزارش‌هایی دربارهٔ نیروی امنیتی KFOR تحت رهبری ناتو، مقررات و قراردادهای بین‌المللی منعقده توسط نمایندگی سازمان ملل در کوزوو، گزارش‌هایی دربارهٔ فعالیت‌های نهادهای موقت دولت خودگردان کوزوو و وضعیت سیاسی کوزوو بود. در این پرونده اسناد دیگری از جمله اسناد حقوق بین‌الملل عمومی اعم از جهانی و منطقه‌ای مانند منشور ملل متحد، سند نهایی کنفرانس خلع سلاح هلسینکی و توافقنامه‌های مختلف در مورد حقوق مدنی و بشری، و همچنین اسناد حقوقی دیگر مرتبط با منطقهٔ بالکان (از جمله آرای کمیسیون بادینتر) گنجانده شده بود.

## رسیدگی دیوان

### اظهارات کتبی

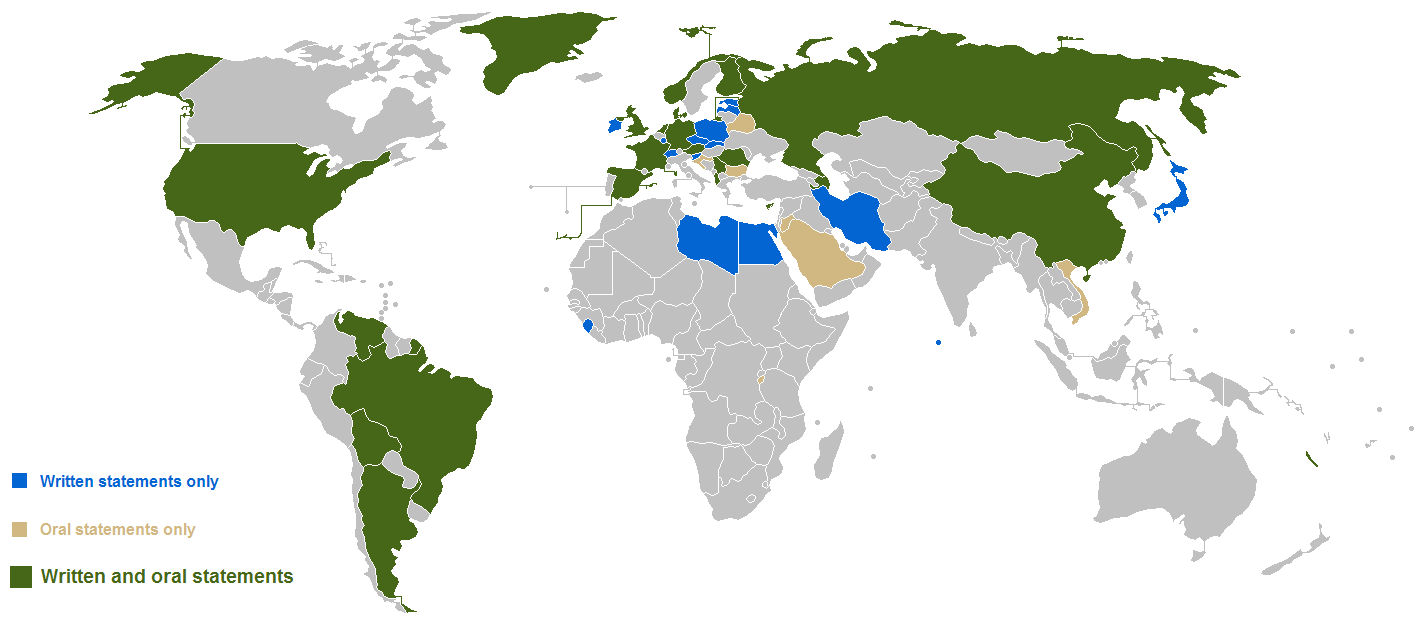
کشورهای شرکت‌کننده در روند رسیدگی دیوان بین‌المللی دادگستری به این پرونده.

در ۲۱ آوریل ۲۰۰۹، دیوان بین‌المللی دادگستری اعلام کرد که ۳۵ کشور عضو سازمان ملل، ظرف مهلت تعیین‌شده از سوی دیوان (۱۷ آوریل ۲۰۰۹) در مورد مسئله مشروعیت اعلامیهٔ یکجانبهٔ استقلال کوزوو، اظهارات کتبی خود را تسلیم کرده‌اند. کوزوو هم نظرات خود را کتباً به دیوان ارائه داد. کشورهای زیر اظهارات کتبی خود را به دیوان ارائه کردند (به ترتیب دریافت): جمهوری چک، فرانسه، قبرس، جمهوری خلق چین، سوئیس، رومانی، آلبانی، اتریش، مصر، آلمان، اسلواکی، روسیه، فنلاند، لهستان، لوکزامبورگ، لیبی، بریتانیا، ایالات متحده آمریکا، صربستان، اسپانیا، ایران، استونی، نروژ، هلند، اسلوونی، لتونی، ژاپن، برزیل، ایرلند، دانمارک، آرژانتین، آذربایجان، مالدیو، سیرالئون، و بولیوی.. این اولین بار بود که چین به‌طور رسمی در مورد پرونده‌ای در دیوان بین‌المللی دادگستری نظر می‌داد. دولت‌ها و سازمان‌هایی که اظهارات کتبی خود را ارائه کرده بودند اجازه داشتند که نظرات کتبی خود درخصوص اظهارات کشورهای دیگر را تا ۱۷ ژوئیه ۲۰۰۹ تسلیم کنند. ونزوئلا به مهلت تعیین‌شده نرسید اما اجازه پیدا کرد اظهارات کتبی خود را تسلیم دیوان کند. مفصل‌ترین اظهارات کتبی از سوی صربستان، و پس از آن از سوی ایالات متحده، بریتانیا، آلمان، قبرس، آلبانی، آرژانتین، فرانسه، اسپانیا و روسیه ارائه شد. لیبی یکی از کوتاه‌ترین بیانیه‌ها را ارائه کرد. قبرس فهرستی از مناطق اروپا را ارائه کرد که می‌توان انتظار داشت از همین روش پیروی کرده و دست به اقدامات تجزیه‌طلبانهٔ مشابه بزنند. روسیه و اسلوونی در این خصوص استدلال کردند که آیا مورد کوزوو منحصربه‌فرد است یا خیر.
دیوان بین‌المللی دادگستری همچنین از بان کی مون، دبیرکل وقت سازمان ملل، دعوت کرد که نظرات خود را ارائه کند. بیانیهٔ او شامل سه بخش است که در بخش اول آن، روند ارجاع امر به دیوان مرور می‌شود. در بخش دوم، به نحوهٔ تشکیل مأموریت سازمان ملل متحد در کوزوو اشاره و به «دو تاریخ مرتبط» اشاره می‌شود: مارس ۱۹۹۸ به‌عنوان آغاز مداخلهٔ سازمان ملل در کوزوو، و فوریهٔ ۲۰۰۸ که به عنوان «تاریخ پایان» یعنی تاریخ صدور استقلال کوزوو، نام برده می‌شود. بان کی مون در بخش سوم بیانیهٔ خود، دربارهٔ مفاد حقوق بین‌الملل که مربوط به این پرونده هستند سخن می‌گوید و البته به نفع یا علیه استقلال کوزوو موضع‌گیری نمی‌کند.
۱۴ کشور که اظهارات کتبی خود را به دیوان ارائه کرده بودند، دربارهٔ اظهارات کتبی کشورهای دیگر هم کتبا نظر دادند. این کشورها عبارتند از (به ترتیب دریافت): فرانسه، نروژ، قبرس، صربستان، آرژانتین، آلمان، هلند، آلبانی، اسلوونی، سوئیس، بولیوی، بریتانیا، ایالات متحده آمریکا، و اسپانیا. نویسندگان اعلامیهٔ یکجانبهٔ استقلال کوزوو هم ملاحظات کتبی خود را که شامل نظر آنها دربارهٔ اظهارات کشورهای دیگر بود به دیوان تسلیم کردند.

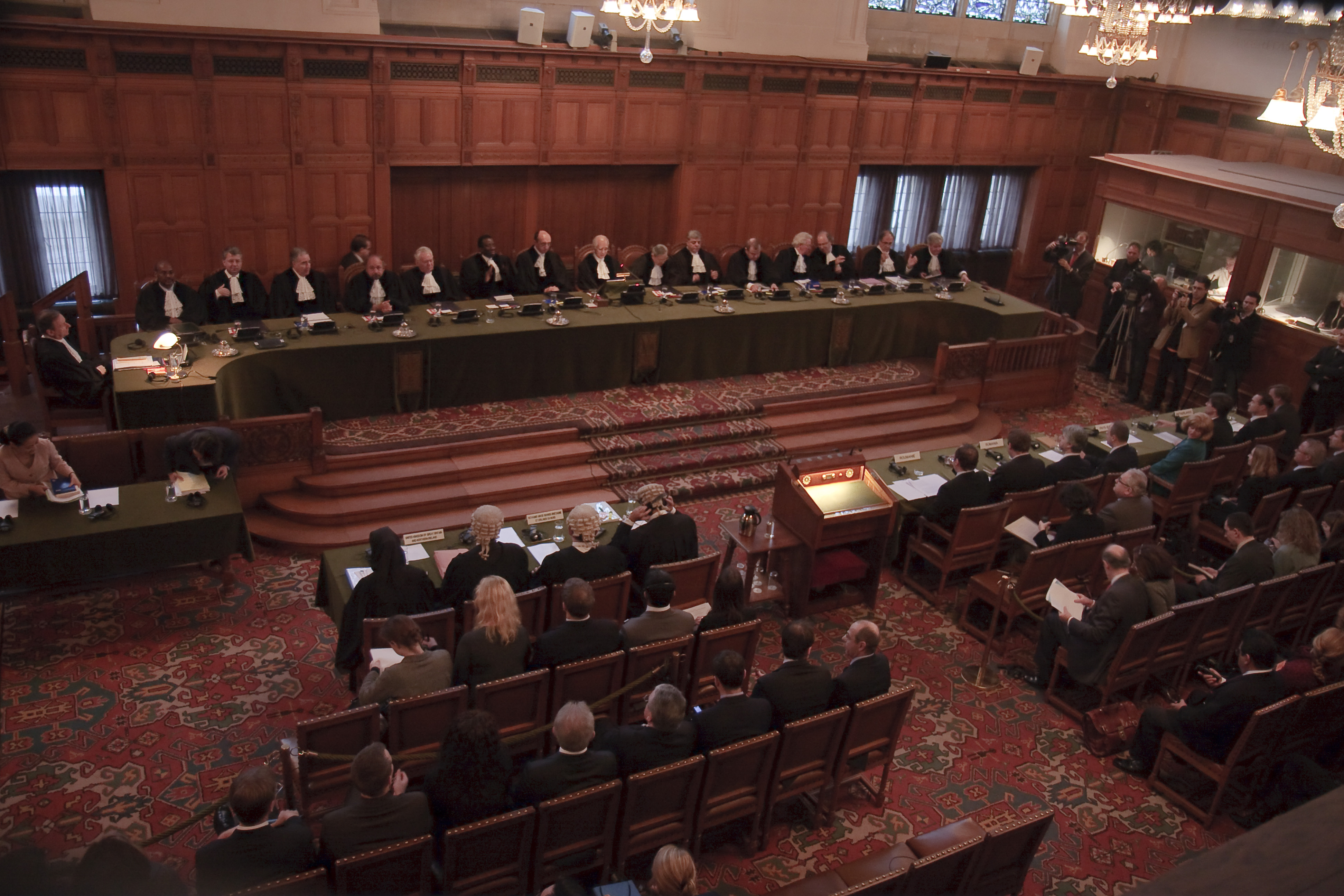
جلسهٔ عمومی رسیدگی به پروندهٔ مطابقت اعلامیهٔ یکجانبهٔ استقلال کوزوو با حقوق بین‌الملل - دیوان بین‌المللی دادگستری.

### جلسات عمومی
جلسات عمومی دیوان در ۱ دسامبر ۲۰۰۹ آغاز شد. در طول این جلسات، بیانیه‌ها و نظرات به‌طور شفاهی از سوی برخی کشورهای عضو سازمان ملل (چه اظهارات یا نظرات کتبی خود را قبلاً تقدیم کرده بودند و چه نکرده بودند) و نمایندگانی از کوزوو (تحت عنوان «نویسندگان اعلامیهٔ یکجانبهٔ استقلال») ارائه شد. در یکم دسامبر ۲۰۰۹، به صربستان و کوزوو سه ساعت فرصت داده شد تا موضع خود را تشریح کنند. ۲۷ کشور دیگر، به ترتیب حروف الفبای فرانسوی، هریک ۴۵ دقیقه فرصت یافتند که مواضع خود را در دیوان مطرح کنند. جلسات دیوان تا ۱۱ دسامبر ۲۰۰۹ طول کشید.

## استدلال‌های حقوقی

### استدلال‌ها علیه اعلامیهٔ استقلال
استدلال‌های حقوقی علیه اعلامیهٔ یکجانبهٔ استقلال کوزوو که از سوی کشورهای مختلف مطرح شد، بیشتر متمرکز بر یکپارچگی سرزمینی جمهوری فدرال یوگسلاوی در اسناد بین‌المللی از جمله در منشور ملل متحد و قطعنامهٔ ۱۲۴۴ شورای امنیت بود. این استدلال‌ها عموماً علیه یا نافی حق اخلاقی آلبانیایی‌های کوزوو برای تعیین سرنوشت نبود، بلکه بر قانونی‌بودن یا نبودن اقدام یکجانبهٔ نهادهای موقت دولت خودگردان کوزوو تمرکز داشت و ادعا می‌شد که این نهادهای موقت، قدرت و اختیارات لازم برای اعلام استقلال را نداشته‌اند.

### استدلال‌ها در حمایت از اعلامیهٔ استقلال
استدلال‌های طرح‌شده در حمایت از اعلامیهٔ یکجانبهٔ استقلال کوزوو، پنج جنبهٔ اصلی را پوشش می‌دهد. اول، این فرض در حقوق بین‌الملل که از حقوق مدنی و بشری تمامی انسان‌ها از جمله حقوق اقلیت‌ها باید حفاظت شود و هدف این بود که نشان داده شود حقوق مردم کوزوو از سوی دولت حاکم صربستان به رهبری اسلوبودان میلوشویچ نقض شده‌است. دوم، اشاره به تأکید ضمائم اسناد بین‌المللی مانند قطعنامهٔ ۱۲۴۴ بر یک روند سیاسی برای تعیین وضعیت نهایی سرزمین کوزوو بود و موافقان معتقد بودند که این روند با تشکیل مجلس کوزوو به‌صورت موفقیت‌آمیز طی شده‌است. سوم اینکه ارجاع‌ها به یکپارچگی سرزمینی صربستان تنها در مقدمه و بخش غیرحکمی قطعنامه آمده و نه در بخش حکمی و ماهوی و الزام‌آور آن؛ لذا این سند بین‌المللی درخصوص شکلی که وضعیت نهایی کوزوو به خود می‌گیرد ساکت است. چهارم، اصل تمامیت ارضی تنها در روابط میان کشورها جاری است و ارتباطی به اعلامیهٔ استقلال گروه‌های قومی و نژادی در داخل کشورها ندارد. پنجم اینکه حق تعیین سرنوشت، که دیوان بین‌المللی دادگستری در پروندهٔ تیمور شرقی آن را به‌عنوان یکی از قواعد آمره در حقوق بین‌الملل (jus cogens) شناسایی کرد، حقی متعلق به تمامی مردمان جهان است و نه فقط مردمانی که در فضای استعماری زندگی می‌کنند.
یک استدلال مهم دیگر، لزوم حفظ انسجام و ثبات رویه بود: در آخرین قانون اساسی مشروع یوگسلاوی، کوزوو دارای همان حق تعیین سرنوشتی بود که مبنای استقلال پنج کشور از جمهوری فدرال سوسیالیستی یوگسلاوی قرار گرفت یعنی کرواسی، اسلوونی، مونته‌نگرو، مقدونیه و بوسنی و هرزگوین. در اصلاحات قانون اساسی که طی سال‌های ۱۹۶۳ تا ۱۹۷۴ انجام شد، یوگسلاوی دو منطقهٔ خودمختار کوزوو و وویوودینا را عملاً به وضعیت حقوقی سایر جماهیر یوگسلاوی ارتقا داد چنان‌که این دو منطقه، دارای دولت و مجلس و قوهٔ قضائیهٔ متعلق به خود بودند و در تمامی نهادهای فدرال یوگسلاوی مشارکت برابر داشتند و حتی در پارلمان فدرال یوگسلاوی قدرت وتو داشتند. با وجود این، دولت میلوشویچ در دههٔ ۱۹۸۰، نهادهای حکومتی کوزوو را منحل کرد و یکجانبه قانون اساسی را تغییر داد تا این دو منطقه را از خودمختاری محروم کند. این استدلال در جلسات رسیدگی دیوان از سوی کرواسی مطرح شد.

## صدور نظر مشورتی دیوان
دیوان پس از ملاحظهٔ اوضاع و احوال و بررسی تمامی شرایط، مدارک و مستندات، در ۲۲ ژوئیه ۲۰۱۰ نظر مشورتی خود را صادر و اعلام کرد که اعلامیهٔ استقلال کوزوو ناقض حقوق بین‌الملل عمومی، قطعنامهٔ ۱۲۴۴ شورای امنیت یا چارچوب اساسی (The Constitutional Framework) نیست و این اعلامیه هیچ قاعدهٔ لازم‌اجرای حقوق بین‌الملل را نقض نکرده‌است؛ بنابراین دیوان به اتفاق آرا صلاحیت ارائه نظر مشورتی را احراز و با ۱۰ رای در برابر ۴ رای اعلام کرد که اعلامیهٔ استقلال کوزوو ناقض حقوق بین‌الملل عمومی نیست.
این نظر، واکنش‌های بسیاری در سراسر جهان برانگیخت. اغلب کشورهایی که پیش از صدور نظر دیوان، کوزوو را به رسمیت شناخته بودند از این نظر استقبال کردند و البته آن را «منحصربه‌فرد» خوانده و گفتند که باعث ایجاد رویهٔ حقوقی بین‌المللی نخواهد بود. از سوی دیگر، کشورهایی که کوزوو را به رسمیت نشناخته بودند اعلام کردند که کماکان حاضر به شناسایی کوزوو نیستند زیرا این کار باعث ایجاد سابقه و رویه‌ای برای تأیید تجزیه‌طلبی در نقاط دیگر جهان خواهد شد.
قاضی کروما که از قضات مخالف نظر مشورتی بود، در نظریهٔ مخالف خود گفت که نمی‌تواند با نظر دیوان همراهی کند که اعلامیهٔ استقلال، حقوق بین‌الملل را نقض نکرده‌است زیرا پذیرش گروه‌های قومی، زبانی یا مذهبی و اجازهٔ اعلام استقلال به آنها و جداشدن از دولتی که خود بخشی از آن هستند، بدون رضایت دولت کنونی و خارج از زمینهٔ استعمارزدایی، رویهٔ خطرناکی را به وجود می‌آورد که نتیجهٔ آن این خواهد بود که همهٔ گروه‌های قومی و زبانی آزاد خواهند بود تا با صدور یک اعلامیه، اعلان استقلال کنند. از نظر او، دیوان در هر مورد باید نیت دولت‌ها و در این مورد خاص نیت شورای امنیت سازمان ملل متحد را در نظر می‌گرفت. به نظر قاضی کروما اعلامیهٔ استقلال به دو دلیل ناقض قطعنامهٔ ۱۲۴۴ است؛ اول آنکه قطعنامه برای برقراری یک مصالحه تنظیم شده بود تا نظر موافق همهٔ گروه‌های مربوط دربارهٔ وضعیت نهایی کوزوو رعایت شود اما تنظیم‌کنندگان اعلامیه این امر را نادیده گرفتند، و دوم آن که مفاد اعلامیهٔ استقلال، اساس قطعنامه را که در جستجوی یک راه‌حل سیاسی بر اساس احترام به تمامیت ارضی جمهوری صربستان و خودمختاری کوزوو است، نقض می‌کند. قاضی کروما معتقد بود که این اعلامیه مطابق با قواعد حقوق بین‌الملل عمومی نیست و اصل احترام به حاکمیت و تمامیت ارضی دولت‌ها را نقض کرده‌است.